# Emmanuel (książę belgijski)
Emmanuel, książę Belgii, właśc. fr. Emmanuel Léopold Guillaume François Marie (ur. 4 października 2005 w Anderlechcie) – książę Królestwa Belgii, trzecie dziecko króla Belgów – Filipa i jego żony królowej Matyldy. Wnuk króla Alberta II. Jest 3. w linii sukcesji do tronu belgijskiego.

## Pochodzenie
Książę Emmanuel urodził się 4 października 2005 roku w Anderlecht. W chwili urodzenia ważył 3,9 kg i mierzył 50 cm. 10 grudnia 2005 został ochrzczony w XIX-wiecznym zamku Ciergnon w belgijskich Ardenach przez arcybiskupa Brukseli – Godfrieda Danneelsa. Jego rodzicami chrzestnymi byli: jego ciotka – Elisabeth d’Udekem d’Acoz i jego kuzyn – Wilhelm, następca tronu Luksemburga.

## Życiorys
Uczęszczał do Sint-Jan Berchmanscollege w Brukseli. Od 2012 uczęszczał do szkoły Eureka, placówki dla dzieci z trudnościami w uczeniu się, znajdującej się w Kessel-Lo. Od 2020 uczęszcza do International School of Brussels, w którym zamierza uzyskać maturę w trybie międzynarodowym.

## Życie prywatne
Książę Emmanuel włada biegle językiem francuskim, niderlandzkim i angielskim. Mieszka wraz z rodzicami, bratem i siostrą w zamku Laeken. Uprawia kolarstwo, narciarstwo, tenis, żeglarstwo i judo. Gra także na saksofonie.

## Genealogia
| Prapradziadkowie                          | Król Belgów Albert I Koburg (1875-1934) ∞1900 Elżbieta Wittelsbach (1876-1965) | Karol Bernadotte (1861-1951) ∞1897 Ingeborg Glücksburg (1878-1958)             | Fulco VII Beniamino Tristano Ruffo di Calabria (1848-1901) ∞1877 Laura Mosselman du Chenoy (1851-1925) | Augusto Gazelli di Rossana e di Sebastiano (1855-1937) ∞1897 Maria Rignon (1858-1930)          | Fulco IV Antonio Ruffo di Calabria (1801-1848) ∞1835 Maximilien Francois d' Udeken d’Acoz (1861-1921) ∞1884 Marie van Eyll (1863-1935) | Clement Paul van Outryve d'Ydewalle (1876-1942) ∞1897 Madeleine Marie de Thibault de Boesinghe (1876-1931) | Michał Komorowski (1875-1950) ∞1904 Maria Zaborowska (1875-1953)                    | Adam Zygmunt Sapieha (1892-1970) ∞1918 Teresa Sobańska (1891-1975)                  |
| Pradziadkowie                             | Król Belgów Leopold III Koburg (1901-1983) ∞1926 Astrid Bernadotte (1905-1935) | Król Belgów Leopold III Koburg (1901-1983) ∞1926 Astrid Bernadotte (1905-1935) | Fulco Ruffo di Calabria (1884-1946) ∞1919 Luisa Gazelli di Rossana e di Sebastiano (1896-1989)         | Fulco Ruffo di Calabria (1884-1946) ∞1919 Luisa Gazelli di Rossana e di Sebastiano (1896-1989) | Charles d’Udekem d’Acoz (1885-1968) ∞1933 Suzanne van Outryve d’Ydewalle (1898-1983)                                                   | Charles d’Udekem d’Acoz (1885-1968) ∞1933 Suzanne van Outryve d’Ydewalle (1898-1983)                       | Leon Michał Korczak Komorowski (1907-1992) ∞1942 Zofia Sapieha-Kodeńska (1919-1997) | Leon Michał Korczak Komorowski (1907-1992) ∞1942 Zofia Sapieha-Kodeńska (1919-1997) |
| Dziadkowie                                | Król Belgów Albert II Koburg (1934) ∞1959 Paola Ruffo di Calabria (1937)       | Król Belgów Albert II Koburg (1934) ∞1959 Paola Ruffo di Calabria (1937)       | Król Belgów Albert II Koburg (1934) ∞1959 Paola Ruffo di Calabria (1937)                               | Król Belgów Albert II Koburg (1934) ∞1959 Paola Ruffo di Calabria (1937)                       | Patrick d’Udekem d’Acoz (1936-2008) ∞1971 Anna Maria Korczak Komorowska (1946)                                                         | Patrick d’Udekem d’Acoz (1936-2008) ∞1971 Anna Maria Korczak Komorowska (1946)                             | Patrick d’Udekem d’Acoz (1936-2008) ∞1971 Anna Maria Korczak Komorowska (1946)      | Patrick d’Udekem d’Acoz (1936-2008) ∞1971 Anna Maria Korczak Komorowska (1946)      |
| Rodzice                                   | Filip I Koburg (ur. 1960) ∞1999 Matylda d'Udekem d'Acoz (ur. 1973)             | Filip I Koburg (ur. 1960) ∞1999 Matylda d'Udekem d'Acoz (ur. 1973)             | Filip I Koburg (ur. 1960) ∞1999 Matylda d'Udekem d'Acoz (ur. 1973)                                     | Filip I Koburg (ur. 1960) ∞1999 Matylda d'Udekem d'Acoz (ur. 1973)                             | Filip I Koburg (ur. 1960) ∞1999 Matylda d'Udekem d'Acoz (ur. 1973)                                                                     | Filip I Koburg (ur. 1960) ∞1999 Matylda d'Udekem d'Acoz (ur. 1973)                                         | Filip I Koburg (ur. 1960) ∞1999 Matylda d'Udekem d'Acoz (ur. 1973)                  | Filip I Koburg (ur. 1960) ∞1999 Matylda d'Udekem d'Acoz (ur. 1973)                  |
| Emmanuel Koburg (ur. 4 października 2005) |                                                                                |                                                                                | |                                                                                                | | |                                                                                     |                                                                                     |